# Coacción
Los términos coacción y violencia privada se emplean con frecuencia en derecho, en ciencia política y en sociología para referirse al uso de la fuerza que se impone a una persona para obligarla a decir o a hacer algo contra su voluntad.
Esta puede ser legítima, por ejemplo, cuando el Estado se reserva el monopolio del uso de la fuerza para las fuerzas de seguridad, o ilegítima cuando un sujeto priva de la libertad a otro sin razón legal.

## Coacción en el derecho penal
En el derecho penal existe el delito de coacción, que supone utilizar la violencia para impedir a la persona realizar un acto que la ley no prohíbe. En el sentido contrario, también se produce coacción cuando se obliga a la persona mediante la violencia ilegítima a adoptar un determinado comportamiento en contra de su voluntad. Se lo encuentra por ejemplo en el artículo 172 del Código Penal de España, o el artículo 149 bis, del Código Penal de la Nación Argentina.

## Coacción en el derecho civil
En el derecho civil la coacción es un vicio del consentimiento, y se lo denomina  violencia o fuerza. Por lo general se establece la nulidad de pleno derecho o la inexistencia de todos los actos realizados bajo coacción.

## Posturas ideológicas
Los libertarios, entre otros, le dan un sentido peyorativo especial, haciendo ver que consideran ilegítimos los acuerdos suscritos mediante el uso de la fuerza. Los anarquistas y pacifistas están en contra de cualquier pacto coaccionado o no voluntario (no coacción), sobre todo si la coacción es sistematizada a través de alguna institución, como el Estado.